# شاكيلا جاكسون
شاكيلا جاكسون: (من مواليد 27 سبتمبر 1982) ناشطة حقوقية جامايكية قامت بحملة من أجل العدالة بعد وفاة شقيقها في عام 2014.

## إطلاق النار على نقية جاكسون
قُتل شقيق جاكسون نقية برصاص الشرطة الجامايكية في عام 2014 في مسقط رأسهم، كينغستون، يبلغ من العمر 29 عامًا، وعمل في مطعم وكان معروفًا في مجتمع فيلا أورانج "Orange Villa" بمهاراته في الطهي، في صباح يوم 20 يناير 2014، أفاد شهود أن نقية كان يطبخ وجبة غداء كبيرة من الدجاج المقلي للفرع المحلي لبنك الدم الوطني عندما جاء ضابط شرطة إلى متجره وأطلق النار عليه مرتين، جُرّ من قدميه وتركه على الرصيف قبل إلقاءه في الجزء الخلفي من سيارة الشرطة ونقله إلى المستشفى حيث توفي، حدد تشريح الجثة وبأنه قد توفي متأثراً بجرحين من طلقات نارية.
عندما وقع إطلاق النار، سمعت شاكيليا جاكسون شقيقة نقية أشخاصًا يهتفون باسمه خارج منزلها فركضت إلى المطعم الصغير، اعتقدت في البداية أن كل الطعام يتم تحضيره كالمعتاد، ثم لاحظت وجود أحد نعال نقية على الأرض والماء يسحب علامات الدم، قالت: «توقف قلبي، توقفت حياتي في ذلك اليوم»، وأغلقت المحل للحفاظ على مسرح الجريمة.
أفادت الشرطة بوقوع عملية سطو في المنطقة وحاولوا اقتحام الرجل عندما صوب سلاحه عليهم، كان ضباط الشرطة يبحثون عن رجل «ذو مظهر راستافاري» لديه ضفائر، نقية يطابق هذا الوصف ذ كرت الشرطة أنه تم العثور على مسدس عيار 9ملم، ومع ذلك، ذكر شهود عيان أن نقية كان غير مسلح وقت إطلاق النار.
رُفضت القضية المرفوعة ضد ضابط الشرطة الذي أطلق النار على نكية في يوليو/ تموز 2016، وكان أحد الشهود الرئيسيين قد رفض المثول أمام المحكمة، وبحسب منظمة العفو الدولية، كان خائفًا جدًا مما قد يحدث بعد ذلك.
«النظام معطل... يجب أن تتاح لنا على الأقل فرصة المثول أمام المحكمة، لكي تنظر هيئة المحلفين في القضية، أريد أن تتاح لي الفرصة لرؤية كل الأدلة والدفاع عن قضيتي، أنا فقط أريد العدالة، هذه ليست معركة متساوية، لكنني متفائل جدًا وسأواصل كفاحي من أجل الصواب.»
منذ عام 2000 وفي محاولة لمكافحة معدل الجريمة في البلاد باتباع نهج صارم، زُعم أن الشرطة في جامايكا قتلت أكثر من 3000 شخص معظمهم من الشباب، في عام 2017، بلغ العدد المسجل للوفيات على أيدي ضباط إنفاذ القانون في جامايكا 168 شخصًا؛ بمعدل ثلاثة أشخاص أسبوعياً في دولة يبلغ عدد سكانها 2.8 مليون نسمة.

## الحملات
منذ وفاة نقية، كانت شاكيلا ناشطًة صريحًة في إصلاح الشرطة والقضاء في جامايكا، مع التركيز بشكل خاص على الشباب من أحياء المدينة الداخلية ذات الدخل المنخفض، توقفت عن الدراسة لمدة عام ودعت إلى التغيير من خلال المحاكم الجامايكية فيما يتعلق بكيفية معالجة الجريمة وكيفية معاملة ضباط الشرطة بعد اتهامهم بارتكاب جريمة: «نحن بحاجة إلى تغيير التشريعات الموجودة على الدفاتر، لضمان المسؤلية والشفافية، تتلقى الشرطة نفس التدريب الذي تلقوه في الستينيات ويجب أن تتطور لتلائم مجتمع القرن الحادي والعشرين».
صرح جاكسون أن: «أحب أن أقول إن النشاط اختارني، كنت على مسار يغير مجرى الحياة لإحداث التغييرات التشريعية والسياسية التي ستضمن العدالة للجميع وتنهي عنف الدولة والإرهاب في جامايكا، بحيث يمكن إنقاذ الأرواح المستقبلية، وعلى الرغم من المحاولات الدؤوبة من قبل السلطات الجامايكية لمنعني من النجاح في ذلك، أنا غير رادع، وأنا أرفض الاستسلام».
كتبت هانا تشابمان في الصدى الشمالي «صحيفة»: «المناصرات بحق المرأة في القرن الماضي هن اليوم مدافعات عن حقوق الإنسان، يواصلون كل يوم تسخير أصواتهم العالية والعاطفية لتمكين المجتمعات، حماية الضعفاء وإنشاء عالم أكثر عدلاً ومساواة... الخ، شاكيليا جاكسون تقاتل من أجل العدالة بعد مقتل شقيقها برصاص الشرطة في جامايكا».
في يناير 2018، أخبرت جاكسون صحيفة "Huffington Post" أنها تلقت أكثر من 6000 رسالة، تغريدات ورسائل بريد إلكتروني من أشخاص في جميع أنحاء المملكة المتحدة لدعم حملتها كجزء من حملة منظمة العفو الدولية للكتابة من أجل الحقوق.